# Kelly Coleman
 Kelly «King» Coleman (Wayland, 21 de septiembre de 1938-Hazard, 16 de junio de 2019) fue un baloncestista estadounidense que jugó dos temporadas en la ABL. Con 1,90 metros de estatura, lo hacía en la posición de base.

## Trayectoria deportiva

### Instituto
Durante su etapa de instituto, estuvo considerado como el mejor jugador de todos los tiempos de su edad, en palabras del prestigioso entrenador de la Kentucky Wildcats en la Universidad de Kentucky, Adolph Rupp, tras batir varios récords de su categoría, entre ellos el de mejor media anotadora, con 46,2 puntos por partido, batiendo en más de 15 la anterior marca.
Pero sus problemas de alcoholismo, que arrastraba desde su etapa de instituto, marcaron su carrera. A pesar de todo, fue incluido en el Salón de la Fama del Kentucky Wesleyan College en 2012.

### Universidad
Tras probar en la Universidad del Este de Kentucky, donde no llegó a competir, jugó durante tres temporadas con los Panthers de la Universidad de Kentucky Wesleyan, en las que promedió 27,7 puntos y 12,1 rebotes por partido.

### Profesional
Fue elegido en la undécima posición del 1960 por New York Knicks, pero no llegó a jugar en la liga, haciéndolo durante dos temporadas con los Chicago Majors de la efímera ABL, donde promedió en su primera temporada 14,2 puntos y 7,1 rebotes, liderando al año siguiente al equipo en anotación, con 19,0 puntos y 7,6 rebotes, antes de que la competición se suspendiera mediada la temporada. Acabó como décimo mayor anotador de la historia de la competición, con 1.591 puntos, 15,4 por partido.